# Пристава (Тржич)
Пристава (словен. Pristava) — поселення в общині Тржич, Горенський регіон, Словенія. Висота над рівнем моря: 516,4 м.